# Кептън Бийфхарт
Кептън Бийфхарт (на английски: Captain Beefheart) е американски музикант и художник.
Роден е с името Дон Глен Влийт на 15 януари 1941 година в Глендейл в семейството на собственик на бензиностанция. Започва да се занимава с музика в средата на 1960-те години, смесвайки рок, блус и психеделична музика с авангардни и експериментални елементи. През 1982 година прекратява музикалната си кариера и до края на живота си се издържа като художник.
Бийфхарт умира на 17 декември 2010 година в Арката, Калифорния.